# Tipula (Microtipula) paralenta
Tipula (Microtipula) paralenta is een tweevleugelige uit de familie langpootmuggen (Tipulidae). De soort komt voor in het Neotropisch gebied.